# JAG Cars
JAG Cars war ein britischer Automobilhersteller in Thames Ditton (Surrey). 1950–1956 wurden dort Sportwagen gebaut. Nichts zu tun hat diese Firma mit Jaguar Cars.
1950 wurde der JAG V8 angeboten. Der Wagen wurde von einem seitengesteuerten V8-Motor mit 3,6 l Hubraum angetrieben, der von Ford zugeliefert wurde. Die Leistung betrug 120 bhp (88 kW). Die Nachfrage war aber gering, sodass die Fertigung nach nur einem Jahr wieder aufgegeben wurde.
1951 erschien stattdessen der JAG 10 hp, der nun anstatt des V8-Triebwerkes einen seitengesteuerten Reihenvierzylindermotor, ebenfalls von Ford, mit 1,2 l Hubraum und einer Leistung von 36 bhp (26,5 kW) besaß. Dieses Modell verkaufte sich etwas besser, konnte aber letztlich das Überleben der Firma nicht sichern.
1956 schloss JAG daher seine Tore.

## Modelle
| Modell | Bauzeitraum | Zylinder | Hubraum  | Leistung         | Radstand |
| ------ | ----------- | -------- | -------- | ---------------- | -------- |
| V8     | 1950–1951   | 8 V      | 3622 cm³ | 120 bhp (88 kW)  |          |
| 10 hp  | 1951–1956   | 4 Reihe  | 1172 cm³ | 36 bhp (26,5 kW) |          |